# Larissa Manoela
Larissa Manoela, née le 28 décembre 2000 à Guarapuava, est une actrice, chanteuse, mannequin, doubleuse, écrivaine et entrepreneure brésilienne.

## Filmographie

### Actrice
- 2010 : Songs of Betrayal (série télévisée) : Dalva criança
- 2011 : O Palhaço (pt) : Guilhermina
- 2012 : Corações Feridos (série télévisée) : Viviane
- 2012 : The Curse of the Cages
- 2012 : Programa Silvio Santos (série télévisée) : elle-même
- 2012-2013 : Carrossel (série télévisée) : Maria Joaquina Medsen
- 2013 : CQC: Custe o Que Custar (série télévisée) : elle-même
- 2013 : Eliana (série télévisée) : elle-même
- 2014 : Sítio do Picapau Amarelo (série télévisée) : Narizinho (voix)
- 2014-2015 : Patrulha Salvadora (série télévisée) : Maria Joaquina Medsen
- 2015 : Cúmplices de Um Resgate (série télévisée) : Isabela / Manuela
- 2015 : Carrossel: O Filme : Maria Joaquina Medsen
- 2016 : Carrossel 2: O Sumiço de Maria Joaquina : Maria Joaquina Medsen
- 2016 : The Noite com Danilo Gentili (série télévisée) : elle-même
- 2017 : Meus 15 Anos : Bia
- 2018 : As Aventuras de Poliana : Mirella Delfino[1],[2]
- 2020 : Mode avion (Modo Avião) : Ana
- 2021 :  Lulli
- 2024 : Deux fois 15 ans  (série télévisée) : Filipa

### Bande-son
- 2012 Carrossel (série télévisée) (7 épisodes)